# 聖瑪爾定主教座堂 (斯皮什卡卡皮圖拉)

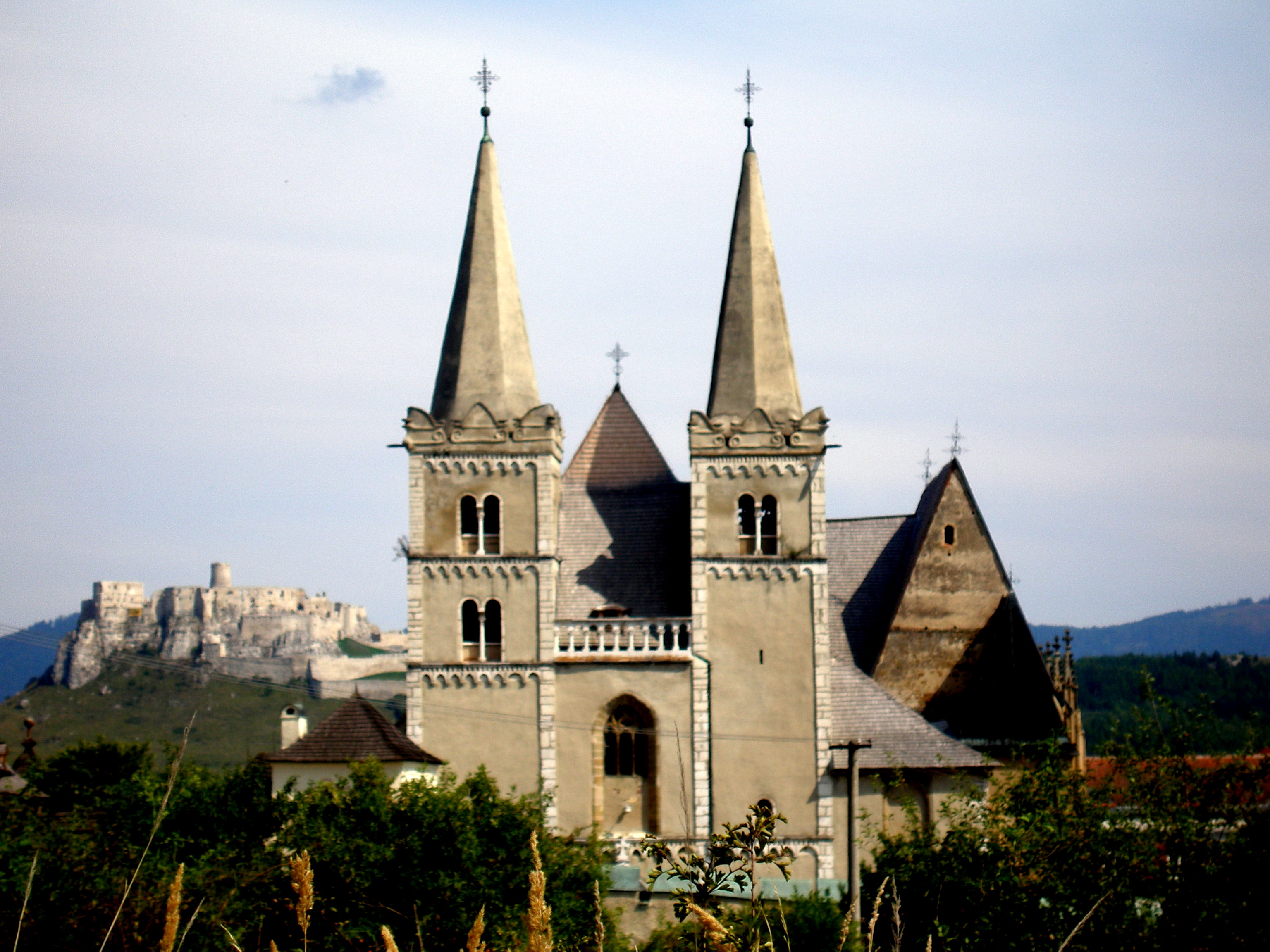
聖瑪爾定主教座堂

聖瑪爾定主教座堂是位於斯洛伐克城市斯皮什卡卡皮圖拉的一座教堂。教堂修建於13至15世紀，融合了羅馬式建築和哥特式建築的風格。教宗若望保祿二世曾在1995年訪問這座教堂。
49°00′02″N 20°44′27″E / 49.00056°N 20.74083°E